# Kamajors
Kamajors são um grupo de caçadores tradicionais do grupo étnico mende no sul e leste de Serra Leoa (principalmente do distrito de Bo). A palavra "Kamajor" deriva do mende "kama soh", significando caçador tradicional com poderes místicos, que foram originalmente empregados por chefes locais. 
Tradicionalmente, o título "kamajors" é usado para se referir à crença dos mendes em "caçadores habilitados com poderes para usar tanto armas de fogo como "remédios" ocultos em busca de caça grossa" e contra todas as outras forças que ameaçam as aldeias dos mendes.  Na cultura mende, a identidade dos kamajors é sinônimo de proteção e representou um significado similar quando as milícias de defesa comunitárias se mobilizaram em reação ao fracasso do governo da Serra Leoa em derrotar as forças rebeldes da Frente Revolucionária Unida.

## Guerra Civil de Serra Leoa
Sob a liderança de Samuel Hinga Norman, os Kamajors foram usados pelo Presidente Ahmad Tejan Kabbah em 1996 para substituir os mercenários (Executive Outcomes que se tornaram Sandline International, ajudaram a treinar a força) como uma força de segurança do governo. Esta força de segurança foi chamada de Forças de Defesa Civil (CDF). A presidência de Kabbah terminou quando um golpe liderado por oficiais subalternos em 1997 instalou Johnny Paul Koroma como chefe de Estado. 
Os Kamajors fizeram parte da contraofensiva da ECOMOG (força liderada pela Nigéria) para reintegrar Kabbah em 1998. Em 1999, Freetown foi tomada pelo Conselho Revolucionário das Forças Armadas apoiado por Charles Taylor e liderado por Foday Sankoh, que era uma combinação da Frente Revolucionária Unida (RUF) e do antigo Exército da Serra Leoa. Os Kamajors serviram novamente com ECOMOG e forças de paz da ONU na tentativa de garantir a estabilidade.
Devido às alegadas violações do direito internacional, os líderes das Forças de Defesa Civil (incluindo Hinga Norman) foram indiciados perante o Tribunal Especial para Serra Leoa.